# Internationaler Mädchentag

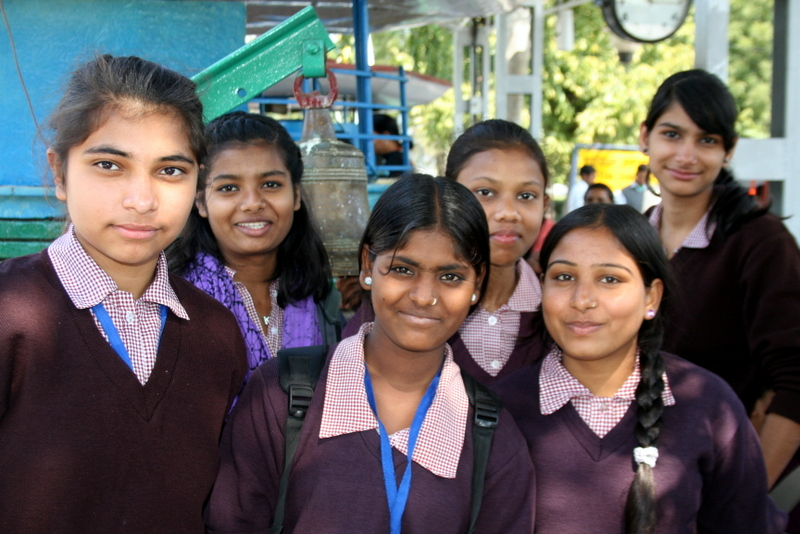
Teilnehmerinnen am Internationalen Mädchentag 2014 in Indien

Der Internationale Mädchentag (auch Welt-Mädchentag genannt, englisch: International Day of the Girl Child) ist ein von den Vereinten Nationen (UNO) initiierter Aktionstag. Er soll in jedem Jahr am 11. Oktober einen Anlass geben, um auf die weltweit vorhandenen Benachteiligungen von Mädchen hinzuweisen.

## Vorgeschichte
Die Idee zu diesem Tag entstand 2003 als Teil der Kampagne „Because I am a Girl“ des Vereins Plan International Deutschland e.V. Im September 2008 wurde der erste noch inoffizielle „Internationale Mädchentag“ ausgerufen. 2009 forderten die Landesorganisationen von Plan International die UNO auf, den Tag offiziell als weltweiten Aktionstag zu unterstützen. Am 19. Dezember 2011 griff die UNO die Idee auf. Unterstützt wurde sie unter anderen vom Deutschen Bundestag, der am 21. September 2011 fraktionsübergreifend für die Einrichtung des Tages stimmte. Seit 2011 nennt Plan International Deutschland den Tag auf Deutsch „Welt-Mädchentag“.

## Ziele des Internationalen Mädchentages
Der Internationale Mädchentag verfolgt das Ziel, auf die schwierige Situation von Mädchen in vielen Ländern der Welt aufmerksam zu machen. Durch begleitende Kampagnen sollen Möglichkeiten zur Verbesserung der Situation gezeigt werden. Forderungen sind unter anderem:
- gezielte Förderung von Mädchen und jungen Frauen durch Bildung
- Bekämpfung der Zwangsehe[4]
- Gleichberechtigung in allen Lebensbereichen
- konsequente Umsetzung von Anti-Diskriminierungsgesetzen
- keine Toleranz für Gewalt gegen Mädchen und junge Frauen im Namen von Tradition oder Kultur[5]

## Themen
Der Internationale Mädchentag hat seit 2012 jedes Jahr ein offizielles Thema. Die bisherigen Themen waren:
- 2012: „Ending child marriage“[6] (Kinderheirat beenden)
- 2013: „Innovating for Girls’ education“[7] (Neuerungen für die Ausbildung von Mädchen)
- 2014: „Ending the cycle of violence“ (Den Kreis der Gewalt beenden)
- 2015: „The Power of Adolescent Girl: Vision for 2030“
- 2016: „Girls’ Progress = Goals’ Progress: What Counts for Girls“
- 2017: „EmPOWER Girls: Before, during and after crises“
- 2018: „A Skilled Girlforce - Need of the Hour“
- 2019: „GirlForce: Unscripted and Unstoppable“
- 2020: „My voice, our equal future“
- 2021: „Digital generation. Our generation.“
- 2022: „Our Time Is Now — Our Rights, Our Future.“
- 2023: "Invest in Girls’ Rights: Our Leadership, Our Well-being"[8]
- 2024: "Girls' vision for the future"[9]

## Beleuchtungsaktionen

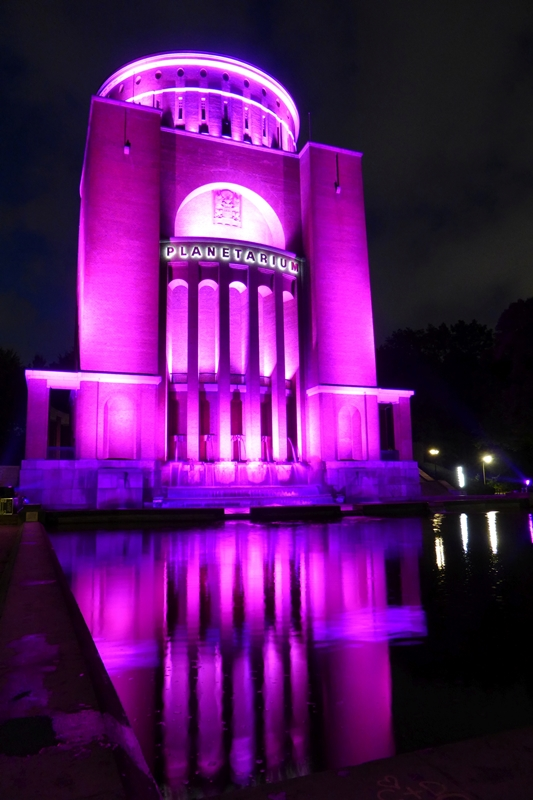
Beleuchtung des Planetariums Hamburg in Pink zum Welt-Mädchentag 2014

Um auf die Belange von Mädchen weltweit aufmerksam zu machen, beleuchtet Plan seit 2011 am Abend des 11. Oktobers bekannte Gebäude und Objekte in der Farbe Pink. Unter diesen „Pinkifizierungen“, wie sie das Kinderhilfswerk nennt, waren bereits die Niagarafälle, die Pyramiden von Gizeh oder das London Eye. In Deutschland erstrahlten zum Welt-Mädchentag 2014 unter anderem der Berliner Funkturm, das Segelschiff Rickmer Rickmers im Hamburger Hafen, das Fridericianum in Kassel und das Lübecker Holstentor in Pink. 2021 war erstmals auch Schloss Arenfels in Bad Hönningen Teil der Beleuchtungsaktion zum Weltmädchentag.
Das kräftige Pink der Kampagne hat eine starke Signalkraft und soll laut Plan „Lebensfreude und Mut zur Offensive“ vermitteln. Die Wahl der Farbe Pink wurde jedoch auch Gegenstand von Kritik, da sie Stereotype und Geschlechtervorurteile über Mädchen verstärke, anstatt diese abzubauen.